# Andrew Hoy
Andrew James Hoy (Culcairn, 8 de febrero de 1959) es un jinete australiano que compitió en la modalidad de concurso completo. Estuvo casado con la jinete alemana Bettina Overesch.
Participó en ocho Juegos Olímpicos de Verano, entre los años 1984 y 2020, obteniendo en total seis medallas: oro en Barcelona 1992, en la prueba por equipos (junto con David Green, Gillian Rolton y Matthew Ryan); oro en Atlanta 1996, por equipos (con Wendy Schaeffer, Gillian Rolton y Phillip Dutton); dos en Sídney 2000, oro en la prueba por equipos (con Phillip Dutton, Stuart Tinney y Matthew Ryan) y plata en la individual, y dos en Tokio 2020, plata por equipos (con Kevin McNab y Shane Rose) y bronce individual.
Ganó dos medallas de bronce en el Campeonato Mundial de Concurso Completo, en los años 1986 y 2006.
En 1993 fue condecorado con la Medalla de la Orden de Australia (OAM). Fue el abanderado de Australia en la ceremonia de apertura de los Juegos Olímpicos de Atlanta 1996.

## Palmarés internacional
| Juegos Olímpicos   | Juegos Olímpicos         | Juegos Olímpicos  | Juegos Olímpicos |
| Año                | Lugar                    | Medalla           | Categoría        |
| ------------------ | ------------------------ | ----------------- | ---------------- |
| 1992               | Barcelona (España)       | Medalla de oro    | Por equipos      |
| 1996               | Atlanta (Estados Unidos) | Medalla de oro    | Por equipos      |
| 2000               | Sídney (Australia)       | Medalla de oro    | Por equipos      |
| 2000               | Sídney (Australia)       | Medalla de plata  | Individual       |
| 2020               | Tokio (Japón)            | Medalla de plata  | Por equipos      |
| 2020               | Tokio (Japón)            | Medalla de bronce | Individual       |
| Campeonato Mundial |                          |                   |                  |
| Año                | Lugar                    | Medalla           | Categoría        |
| 1986               | Gawler (Australia)       | Medalla de bronce | Por equipos      |
| 2006               | Aquisgrán (Alemania)     | Medalla de bronce | Por equipos      |